# Alejandro Bulgheroni
Alejandro Pedro Bulgheroni (* 1944 in Rufino, Santa Fé, Argentinien) ist ein argentinischer Unternehmer im Öl- und Gassektor.

## Leben
Bulgheroni wurde 1944 als Sohn einer Italienerin und eines Spaniers in Rufino geboren. Er erlangte einen Abschluss als Wirtschaftsingenieur an der Universität Buenos Aires. Er ist Chairman von Bridas Corp., einem Unternehmen, das in der Exploration, Raffinerie und Transport von Gas und Öl tätig ist. Das Unternehmen wurde 1948 von seinem Vater gegründet, der ebenfalls Alejandro Bulgheroni hieß. Er führt das private Unternehmen gemeinsam mit seinem Bruder Carlos Bulgheroni, der als CEO fungiert. Gemeinsam mit seinem Bruder verfügt er über ein Vermögen von rund fünf Milliarden US-Dollar. Damit gehören sie zu den reichsten Menschen Argentiniens.
Er ist mit der argentinischen Fernsehmoderatorin Bettina Guardia verheiratet.